# اللانت
اللانت (بالإنجليزية: Lant)‏ وهو البول المعتق. يعود المصطلح إلى الإنجليزية القديمة، والتي تشير إلى البول. تم تجميع البول جانبًا للتخمر حتى يتم لاحقًا استخدامه نظرًا لمحتواه الكيميائي واستخدامه في العديد من عمليات ما قبل الصناعة، مثل التنظيف والإنتاج.

## التاريخ
بسبب محتواه من الأمونيوم، كان اللانت يستخدم بشكل شائع لتنظيف الأرضيات وغسيل الملابس. ووفقًا لمدبرات المنازل قديمًا، كان يتم جمع أغطية السرير من قبل أحد الخدم الذكور الأصغر سنًا ووضعها بعيدًا لتتخمر إلى مادة كاوية خفيفة قبل الاستخدام.
في الصناعات المنزلية الكبيرة، استخدام اللانت في معالجة الصوف وكمصدر للملح الصخري للبارود. كانت المدينة بأكملها تساهم لسد احتياجات المصانع في أوقات الحاجة الملحة وفي المناطق التي كانت فيها المصانع الرئيسية.